# Digimon Adventure: Our War Game!
Digimon Adventure: Our War Game! (jap. デジモンアドベンチャー ぼくらのウォーゲーム Dejimon Adobenchā: Bokura no Wō Gēmu!) – drugi film serii Digimon. Miał premierę w Japonii 4 marca 2000 roku, został też wydany w USA i w Polsce jako część filmu Digimon: The Movie, składającego się z czterech pierwszych japońskich filmów serii.

## Opis fabuły
Akcja filmu ma miejsce parę miesięcy po walce z Apocalymonem (w anime Digimon Adventure). Występuje w nim wielu Digi Wybrańców, ale fabuła skupia się głównie na Taiu, Mattcie, Izzym i T.K.u. Postacie te walczą z Digimonem wirusem, który zaatakował całą sieć internetową. Dzieci muszą się spieszyć, gdyż przeciwnik chce odpalić rakietę ICBM w kierunku Japonii. Tai i Matt, zmartwieni tym, że MetalGarurumon i WarGreymon przegrywają z Diaboromonem, cudem przedostają się do internetu i dają swoim Digimonom moc, dzięki której połączą się w bardzo silnego Omnimona.
Film Our War Game! zdaje się wzorować na amerykańskim filmie Gry wojenne. Film jest połączony fabularnie z serią anime, gdyż w Digimon Adventure 02 Izzy nawiązuje do wydarzeń z Our War Game!, ponadto film ukazuje w jaki sposób jedna z bohaterek drugiego sezonu Yolei Inoue stała się Digi Wybrańcem.